# Хёй, Сэм
Сэмюэл Хуэй Кун-кит (англ. Samuel Hui Koon-kit, кит. упр. 許冠傑; 6 сентября 1948) — гонконгский актёр и певец.

## Биография
Сэм Хёй родился 6 сентября 1948 года в Паньюй, провинция Гуандун, Китай. У него было три брата Майкл, Рики, Стэнли и сестра Джуди. Семья мигрировала из материкового Китая в Гонконг в 1950 году и поселилась в бедном в то время районе Даймонд-Хилл.
Сэм окончил факультет социальных наук Гонконгского университета, колледж Ин Ва и колледж Святого Франциска Ксаверия в Тай Кок Цуй в конце 1960-х — начале 1970-х годов.

## Музыкальная карьера
В 1960-х годах Сэм начал свою карьеру певца. В 1967 году Хёй присоединился к звукозаписывающему лейблу Diamond Records .
В 1970-х годах Хёй исполнял английские песни, которые были популярны в Великобритании и Соединенных Штатах. Также в это время он написал песни на кантонском диалекте для комедий, спродюсированных его братом Майклом.
В 1976 году карьера Хёя пошла в гору после выхода дебютного альбома The Private Eyes, саундтрека к фильму «Частные детективы». В альбоме он с юмором отразил суровые реалии жизни гонконгцев со средним и низким уровнем дохода. Музыка Хёя завоевала популярность, особенно среди рабочего класса, благодаря своей простоте и актуальности текстов. Он является плодовитым автором песен.
17 июня 1979 года Сэм стал первым певцом из Гонконга, выступившим на Токийском музыкальном фестивале.

## Кинокарьера
Хёй подписал контракт с кинокомпанией Golden Harvest в 1971 году. В 1974 году вместе с братьями Майклом и Рики при поддержке компании Golden Harvest основал собственную кинокомпанию Hui Film Company. В 1970-х и начале 1980-х годов они совместно работали с целяи ряде картин, которые пользовались большой популярностью: Игры игроков (1974), «Частные детективы» (1976), «Контракт» (1978) и «Безопасность без границ» (1981), последняя из которых принесла Майклу награду Гонконгской кинопремии за лучшую мужскую роль. Эти картины часто рассматриваются как эталонные комедии, заложившие начало формирования уникального жанра мо лей тау.
Во второй половине 1980-х между Сэмом и Майклом происходит ссора после успехов, достигнутых до 1985 года. Однако уже в 1988 году в фильме Майкла «Разговор цыплёнка с уткой» Сэм появился в коротком 1-минутном эпизоде, сыграв самого себя в роли церемониймейстера на торжественном открытии «Цыпленка Дэнни». Он также написал песню для финальных титров под названием «У тебя есть свое мнение» (你有你講).
В 1987 году во время съёмок фильма «Легенда о золотой жемчужине» он получил серьёзную травму, после чего прекратил активно принимать активное участие в киносъёмках.

## Личная жизнь
В декабре 1971 года Хёй женился на Ребекке Флеминг. У них двое сыновей, Райан и Скотт. Хёй и его семья живут в Гонконге. Райан — певец и автор песен, выпустивший несколько альбомов, Скотт — кинорежиссёр.

## Избранная фильмография
| Год  |   | Русское название                            | Оригинальное название                   | Роль               |
| ---- | - | ------------------------------------------- | --------------------------------------- | ------------------ |
| 2000 | ф | Победитель получает все                     | Da ying jia                             | Мошенник Вонг      |
| 1993 | ф | Фехтовальщик 3                              | Dung Fong Bat Bai: Fung wan joi hei     |                    |
| 1990 | ф | Дракон из России                            | Hong Chang Fei Long                     | Мистер Йо (Ю Лунг) |
| 1990 | ф | Виртуоз                                     | Siu ngo gong woo                        | Лин Вучхун         |
| 1990 | ф | Первая полоса                               | Sun boon gan bat leung                  | Билл Ли            |
| 1989 | ф | Безумная миссия 5                           | San jui gaai paak dong                  | Кинг Конг          |
| 1987 | ф | Легенда о золотой жемчужине                 | Wai Si-Lei chuen kei                    | Уэсли              |
| 1986 | ф | Безумная миссия 4: Дважды не умирают        | Zui jia pai dang 4: Qian li jiu chai po | Кинг Конг          |
| 1985 | ф | Спортсмены                                  | Da gung wong dai                        | Йен                |
| 1984 | ф | Безумная миссия 3: Наш человек с Бонд-стрит | Zui jia pai dang 3: Nu huang mi ling    | Кинг Конг          |
| 1984 | ф | Семейное дело                               | Longhu                                  | Винг-Чонг Чан      |
| 1983 | ф | Безумная миссия 2                           | Zuijia paidang daxian shentong          | Кинг Конг          |
| 1982 | ф | Мы не ангелы                                | Jui gaai paak dong                      | Кинг Конг          |
| 1980 | ф | Безопасность без границ                     | Mo deng bao biao                        | Сэм                |
| 1976 | ф | Частные детективы                           | Ban jin ba liang                        | Лэй Куоккит        |
| 1974 | ф | Игры игроков                                | Gwai ma seung sing                      | Кит                |
| 1974 | ф | Великий комбинатор                          | Chuo tou zhuang yuan                    | У Дэ-Чуань         |
| 1974 | ф | Проказники в Чайнатауне                     | Xiao ying xiong da nao Tang Ren jie     | Вышитая Подушка    |
| 1973 | ф | Принцесса подворотен                        | Ma lu xiao ying xiong                   | Актёр              |
| 1973 | ф | Татуированный дракон                        | Long hu jin hu                          | Кун-Кит            |